# Łopienie-Szelągi
Łopienie-Szelągi – wieś w Polsce położona w województwie podlaskim, w powiecie wysokomazowieckim, w gminie Nowe Piekuty.
Zaścianek szlachecki Szelągi należący do okolicy zaściankowej Łopienie położony był w drugiej połowie XVII wieku w powiecie brańskim ziemi bielskiej województwa podlaskiego. W latach 1975–1998 miejscowość administracyjnie należała do województwa łomżyńskiego.
Wierni kościoła rzymskokatolickiego należą do parafii św. Kazimierza w Nowych Piekutach.
Mieszkał tam Dawid.

## Historia wsi
W dokumencie z 1556 r. został wymieniony Andrzej Szeląg z Łopieni. Jego potomkowie zwali się Szelągami, a ich siedzibę Szelągi.
Spis podatkowy z roku 1673 wymienia mieszkającego w tej wsi Macieja Brzeźnickiego, regenta ziemskiego bielskiego. Adam Pieróg w 1699 roku sprzedał Goskowskiemu Łopienie i Bogusze. Mikołaj, syn Stanisława Jóźwika i Agnieszki Skłodowskiej, sprzedał 1752 roku części Łopieni Szelągów i Brzozowa Panków Brzozowskiemu i zapisał 1761 roku żonie, Rozalji Szpalińskiej, 300 floren. na Brzozowie. Andrzej, syn Antoniego, sprzedał część Łopieni Szelągów Idźkowskiemu w 1787 r.
W I Rzeczypospolitej miejscowość należała do ziemi bielskiej. Tworzyła okolicę szlachecką Łopienie. W jej obrębie znajdowały się:
- Łopienie-Jeże:
  - w roku 1827 we wsi znajdowało się 26 domów z 136 mieszkańcami
  - pod koniec XIX w. wieś liczyła 22 domów, grunty rolne o powierzchni 203 morg, 116 katolików i 12 żydów. Najwięcej gruntów posiadał Franciszek Łopieński-Juchro. Właścicielami karczmy i wiatraka byli miejscowi Żydzi
- Łopienie-Pamięciaki:
  - w roku 1827 we wsi było 14 domów i 71 mieszkańców
  - pod koniec XIX w. wieś liczyła 8 domów, grunty rolne o powierzchni 107 morg, 57 katolików i jeden prawosławny
- Łopienie-Ruś:
  - w roku 1827 wieś liczyła 5 domów i 28 mieszkańców
  - pod koniec XIX w. we wsi było domów 8, grunty rolne o powierzchni 158 morg, 50 katolików, 2 prawosławnych i 8 żydów. Najwięcej gruntów posiadał Julian Borowski
- Łopienie-Szelągi:
  - w roku 1827 we wsi znajdowało się 28 domów z 159 mieszkańcami
  - pod koniec XIX w. wieś liczyła 19 domów, grunty rolne o powierzchni 196 morg, 121 katolików i 10 żydów. Najwięcej gruntów posiadał Mikołaj Łopieński-Pieróg. Właścicielami istniejącej tu karczmy byli miejscowi Żydzi
- Łopienie-Zyski, również: Zyszki lub Zyzki:
  - w roku 1827 we wsi istniało 15 domów z 99 mieszkańcami
  - pod koniec XIX w. wieś liczyła 17 domów, grunty rolne o powierzchni 198 morg, 102 katolików. Najwięcej gruntów posiadał Wiktor Dłuski[10].

Pod koniec XIX w. Łopienie należały do powiatu mazowieckiego, gmina i parafia Piekuty.
W 1891 roku naliczono 21 gospodarstw o średniej powierzchni wynoszącej mniej niż 5 ha. W roku 1921 wykazano 25 domów i 154 mieszkańców, w tym 7 Żydów.
Przed II wojną światową funkcjonował tu młyn należący do Kazimierza Borowskiego. Po wkroczeniu w 1939 r. Rosjan młyn został właścicielowi odebrany i przekazany kowalowi. W części domu Borowskich urządzono wiejską świetlicę.
W 2008 roku we wsi znajdowało się 20 domów z 104 mieszkańcami.